# Gangnihessou
Gangnihessou (ou Ganyé Hessou) est traditionnellement considéré comme le premier roi d'Abomey. Il aurait régné sur le royaume du Danhomè entre 1600 et 1620, selon les travaux les plus récents.
Historiquement il n'est pas entièrement établi qu'il ait effectivement régné avec le titre de roi. Il se pourrait simplement qu'il ait été un chef influent présidant aux affaires du royaume grâce à l'écho que trouvaient ses conseils auprès de son frère cadet Dakodonou qui, à l'opposé, fut clairement considéré comme un roi de son vivant.
Ses symboles étaient un oiseau gangnihessou mâle (l’oiseau constituant les "armes parlantes" de son nom), un tambour et des lances de chasse.